# Зегиц, Мартин
Ма́ртин Зе́гиц (нем. Martin Segitz, 26 июля 1853, Фюрт — 31 июля 1927, Фюрт) — немецкий политик от партии СДПГ. Некоторое время исполнял обязанности премьер-министра Баварии.

## Биография
Мартин Зегиц родился в Фюрте в 1853 году, входившим в состав баварского королевства.
Поначалу работал в оловянной промышленности, после чего, в 1890 году, устроился редактором в нюрнбергскую газету «Fränkische Tagespost». Там он включается в рабочее движение, становится членом СДПГ.
Депутат баварского ландтага с 1897 по 1927 годы. В состав рейхстага входил в периоды с 1898 по 1903 годы и с 1912 по 1918 годы.
На протяжении 25 лет был членом городского совета Фюрта. Работал над созданием рабочей библиотеки в Нюрнберге, самой большой в Германии на то время. Внёс значительный вклад в создание первого союза работников металлургической промышленности в Германии.
После Первой мировой войны работал государственным уполномоченным по реинтеграции демобилизованных баварских военнослужащих в гражданскую жизнь и производственную деятельность.
После убийства премьер-министра Баварии Курта Эйснера заменял его на этом посту с 1 по 17 марта 1919 года. Из-за царящей в то время атмосферы политического хаоса, не смог в значительной мере контролировать ситуацию, и даже не был признан на всей территории Баварии, что было свойственно и его преемнику Йоханнесу Хоффману.
В правительстве Хоффмана, в 1919 году, служил министром внутренних дел и министром промышленности, торговли и коммерции. С 1919 по 1920 год занимал пост министра социального обеспечения Баварии.